# 비차 (슬로바키아)

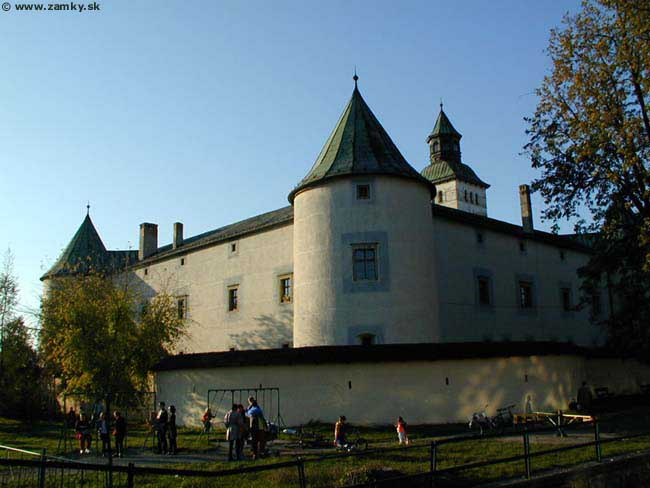
비차

비차(슬로바키아어: Bytča [ˈbitt͡ʃa], 헝가리어: Nagybiccse 너지비체[*])는 슬로바키아 북서부 질리나주에 위치한 도시로 면적은 43.168km2, 높이는 308m, 인구는 11,595명(2006년 기준), 인구 밀도는 269명/km2이다.